# بدمینتون در بازی‌های آسیایی ۲۰۱۸
بدمینتون یکی از ورزش‌های بازی‌های آسیایی ۲۰۱۸ است که از ۱۹ تا ۲۸ اوت ۲۰۱۸ برگزار شده است.
این مسابقات در سه بخش زنان، مردان و مختلط در ایستورا گلورا بونگ کارنو، جاکارتا، اندونزی انجام شده است.

## کشورهای شرکت کننده
۲۲۹ ورزشکار از ۲۰ کشور در بدمینتون بازی‌های آسیایی ۲۰۱۸ شرکت کردند.
| - افغانستان (۲) - چین (۲۰) - چین تایپه (۲۰) - هنگ کنگ (۲۰) - هند (۲۰) - اندونزی (۲۰) - ایران (۲) - ژاپن (۲۰) - ماکائو (۴) - مالزی (۱۴) | - مالدیو (۱۰) - مغولستان (۷) - نپال (۸) - پاکستان (۸) - عربستان سعودی (۱) - کره جنوبی (۲۰) - سری‌لانکا (۶) - تایلند (۲۰) - ازبکستان (۱) - ویتنام (۶) |

## خلاصه مدال‌ها

### جدول مدال‌ها
| رتبه  | کشور      | طلا | نقره | برنز | مجموع |
| ۱     | چین       | ۳   | ۱    | ۲    | ۶     |
| ۲     | اندونزی   | ۲   | ۲    | ۴    | ۸     |
| ۳     | ژاپن      | ۱   | ۱    | ۴    | ۶     |
| ۴     | چین تایپه | ۱   | ۱    | ۲    | ۴     |
| ۵     | هند       | ۰   | ۱    | ۱    | ۲     |
| ۶     | هنگ کنگ   | ۰   | ۱    | ۰    | ۱     |
| ۷     | تایلند    | ۰   | ۰    | ۱    | ۱     |
| مجموع | مجموع     | ۷   | ۷    | ۱۴   | ۲۸    |

### مدال‌آوران
| رویداد        | طلا | نقره | برنز |  |  |  |
| انفرادی مردان | Jonatan Christie · اندونزی | Chou Tien-chen · چین تایپه | Anthony Sinisuka Ginting · اندونزی |  |  |  |
| انفرادی مردان | Jonatan Christie · اندونزی | Chou Tien-chen · چین تایپه | Kenta Nishimoto · ژاپن |  |  |  |
| دونفره مردان  | اندونزی · Marcus Fernaldi Gideon · Kevin Sanjaya Sukamuljo | اندونزی · Fajar Alfian · Muhammad Rian Ardianto | چین · Li Junhui · Liu Yuchen |  |  |  |
| دونفره مردان  | اندونزی · Marcus Fernaldi Gideon · Kevin Sanjaya Sukamuljo | اندونزی · Fajar Alfian · Muhammad Rian Ardianto | چین تایپه · Lee Jhe-huei · Lee Yang |  |  |  |
| تیمی مردان    | چین · چن لانگ · Li Junhui · لین دان · Liu Cheng · Liu Yuchen · Qiao Bin · Shi Yuqi · Wang Yilü · ژانگ نان (بدمینتون‌باز) · Zheng Siwei                                       | اندونزی · تونتویی احمد · Mohammad Ahsan · Fajar Alfian · Muhammad Rian Ardianto · Jonatan Christie · Marcus Fernaldi Gideon · Anthony Sinisuka Ginting · Ihsan Maulana Mustofa · Kevin Sanjaya Sukamuljo · Ricky Karanda Suwardi | ژاپن · Takuro Hoki · Takuto Inoue · Takeshi Kamura · Yuki Kaneko · Kento Momota · Kenta Nishimoto · Kazumasa Sakai · Keigo Sonoda · Kanta Tsuneyama · Yuta Watanabe                                                                         |  |  |  |
| تیمی مردان    | چین · چن لانگ · Li Junhui · لین دان · Liu Cheng · Liu Yuchen · Qiao Bin · Shi Yuqi · Wang Yilü · ژانگ نان (بدمینتون‌باز) · Zheng Siwei                                       | اندونزی · تونتویی احمد · Mohammad Ahsan · Fajar Alfian · Muhammad Rian Ardianto · Jonatan Christie · Marcus Fernaldi Gideon · Anthony Sinisuka Ginting · Ihsan Maulana Mustofa · Kevin Sanjaya Sukamuljo · Ricky Karanda Suwardi | چین تایپه · Chen Hung-ling · Chou Tien-chen · Hsu Jen-hao · Lee Jhe-huei · Lee Yang · Lu Ching-yao · Wang Chi-lin · Wang Tzu-wei · Yang Chih-chieh · Yang Po-han                                                                            |  |  |  |
|               | | | |  |  |  |
| انفرادی زنان  | Tai Tzu-ying · چین تایپه | پی. وی. سیندو · هند | ساینا نهوال · هند |  |  |  |
| انفرادی زنان  | Tai Tzu-ying · چین تایپه | پی. وی. سیندو · هند | Akane Yamaguchi · ژاپن |  |  |  |
| دونفره زنان   | چین · Chen Qingchen · Jia Yifan | ژاپن · میساکی ماتسوتومو · آیاکا تاکاهاشی | اندونزی · Greysia Polii · Apriyani Rahayu |  |  |  |
| دونفره زنان   | چین · Chen Qingchen · Jia Yifan | ژاپن · میساکی ماتسوتومو · آیاکا تاکاهاشی | ژاپن · Yuki Fukushima · Sayaka Hirota |  |  |  |
| تیمی زنان     | ژاپن · Yuki Fukushima · Arisa Higashino · Sayaka Hirota · میساکی ماتسوتومو · Aya Ohori · نوزومی اوکاهارا · Sayaka Sato · آیاکا تاکاهاشی · Akane Yamaguchi · Koharu Yonemoto | چین · Cai Yanyan · Chen Qingchen · Chen Yufei · Gao Fangjie · He Bingjiao · Huang Dongping · Huang Yaqiong · Jia Yifan · Tang Jinhua · Zheng Yu                                                                                  | اندونزی · Fitriani · Della Destiara Haris · Ruselli Hartawan · Ni Ketut Mahadewi Istirani · لیلیانا ناتسیر · Greysia Polii · Rizki Amelia Pradipta · Apriyani Rahayu · Debby Susanto · Gregoria Mariska Tunjung                             |  |  |  |
| تیمی زنان     | ژاپن · Yuki Fukushima · Arisa Higashino · Sayaka Hirota · میساکی ماتسوتومو · Aya Ohori · نوزومی اوکاهارا · Sayaka Sato · آیاکا تاکاهاشی · Akane Yamaguchi · Koharu Yonemoto | چین · Cai Yanyan · Chen Qingchen · Chen Yufei · Gao Fangjie · He Bingjiao · Huang Dongping · Huang Yaqiong · Jia Yifan · Tang Jinhua · Zheng Yu                                                                                  | تایلند · Chayanit Chaladchalam · Pornpawee Chochuwong · Ratchanok Intanon · Nitchaon Jindapol · Jongkolphan Kititharakul · Phataimas Muenwong · Busanan Ongbamrungphan · Rawinda Prajongjai · Puttita Supajirakul · Sapsiree Taerattanachai |  |  |  |
|               | | | |  |  |  |
| دونفره مختلط  | چین · Zheng Siwei · Huang Yaqiong | هنگ کنگ · Tang Chun Man · Tse Ying Suet | چین · Wang Yilü · Huang Dongping |  |  |  |
| دونفره مختلط  | چین · Zheng Siwei · Huang Yaqiong | هنگ کنگ · Tang Chun Man · Tse Ying Suet | اندونزی · تونتویی احمد · لیلیانا ناتسیر |  |  |  |